# Andresia ampullifera
Andresia ampullifera är en ringmaskart som beskrevs av Prenant 1924. Andresia ampullifera ingår i släktet Andresia och familjen Polynoidae. Inga underarter finns listade i Catalogue of Life.